# Springfield (Massachusetts)
Springfield é a terceira cidade mais populosa do estado de Massachusetts, Estados Unidos, no condado de Hampden, do qual é sede. Foi fundada em 14 de maio de 1636 e incorporada em 25 de maio de 1852.

## História
Springfield é famosa por muitas razões, mas é mais famosa pela invenção do jogo de basquete. Em 1891, Dr. James Naismith inventou o basquete enquanto trabalhava para Springfield College. O "Basketball Hall of Fame" está localizado na cidade.
Springfield é mundialmente famosa como o site do "Springfield Armory". Em 1777, George Washington fundou o Arsenal em Springfield. Em 1795, ele começa a produzir armas e é posteriormente chamado de "Springfield Armory". A "Springfield Armory" produziu muitos famosos armas, incluindo o "rifle Springfield" e "rifle M-1" (Garand rifle).
No final do século XIX e início do século XX, Springfield era famoso como um local para muitas invenções famosas. Em 1892, os irmãos Duryea inventou o automóvel movido a gasolina primeiro nos Estados Unidos, em Springfield. Em 1901, a primeira motocicleta do mundo, (da marca "Indian") foi inventada em Springield. Em 1905, o carro de bombeiros moderno foi inventado lá. Springfield teve o primeiro corpo de bombeiros modernos do mundo.

## Geografia
De acordo com o United States Census Bureau, a cidade tem uma área de 85,7 km², dos quais 82,5 km² estão cobertos por terra e 3,2 km² por água.
Springfield está localizado na confluência de três rios, incluindo o rio Connecticut, e está situada no nexo de rodovias e vias ferroviárias. Entre as 34 localidades chamadas "Springfield" nos Estados Unidos, esta foi a primeira a ser fundada e é a segunda mais famosa, ficando atrás apenas da fantasiosa cidade Springfield, onde moram Os Simpsons, personagens de um seriado de sucesso.
Springfield está localizado a apenas 38 km de Hartford (Connecticut). A região de Hartford-Springfield é chamada de "Corredor do Conhecimento", porque existem 32 universidades lá, a segunda maior concentração nos Estados Unidos.

### Clima
Temperado/continental Outono/Inverno/Primavera com precipitacão e nevões frequentes Verao(Junho-Setembro) geralmente quente e humido.

### Jardins e parques
- Forest Park (feita por Frederick Law Olmsted)
- Riverwalk Park (junto ao rio Connecticut)
- Court Square (a New England verde no meio da cidade)
- Van Horn Park

## Demografia
Segundo o censo nacional de 2010, a sua população é de 153 060 habitantes e sua densidade populacional é de 1 854,3 hab/km². A cidade possui 61 706 residências que resulta em uma densidade de 747,6 residências/km².

## Educação

### Universidades
A importância do Corredor da Sabedoria  é magnificado pela segunda maior concentração de instituições de Ensino superior nos EUA, com 32 universidades e collegios de arte liberal e mais de 160 000 estudantes na zona metropolitana de Hartford-Springfield. Dentro de 26 km do centro existem 18 universidades e colégios liberais de arte, com cerca de 100 000 estudantes.
- Springfield College
- Western New England University
- American International College
- Springfield Technical Community College
- Tufts University College of Medicine
- Cambridge College

Dentro de 22 km de Springfield são sete outras Universidades incluindo;
- Amherst College
- Mount Holyoke College
- Smith College
- College Hampshire
- University of Massachusetts Amherst
- Universidade Westfield
- Colégio de Elms
- en:Bay Path College

## Transportes
- Auto estradas principais Mass Pike I-90 I-291 I-91 Route 20
- Estação ferroviária com ligacções a Boston, Montreal, New York City, Chicago, New Haven, Estado de Nova Iorque, Buffalo e outras localidades servidas pelo Amtrak.
- terminal rodoviário Ônibus - Autocarros das empresas Peter Pan Greyhound.
- Aeroporto Internacional de Bradley, em Windsor Locks fica a 19 km a sul do centro de Sprinfield, e 19 km norte de Hartford.[4]
- Aeroport Metropolitano de Westover situa-se a 8 km do centro de Springfield.
- Aeroporto Internacional de Boston fica a 30 km a noroeste de Springfield.

### Aeroporto principal
Springfield/Hartford/Windsor Locks. A maior parte do aeroporto fica no município de Windsor Locks e é igualmente conhecido por {Bradley International Airport}(BDL). O terminal fica em Windsor Locks,a pista extendese a E.Granby e Suffield}],rodeado pelos municípios de Windsor,Suffield,Granby,no condado de Hartford(Harford County)situado entre os centros urbanos de Hartford,Conn. e Springfield,Mass. Servido por varias linhas aereas BDL possui rent a car(carros de alugar),restaurantes e um hotel.
Outro aeroporto:Chicopee,na cidade de Chicopee,com aviação geralmente não comercial.

## Cultura
Springfield possui um campus museu, que tem museus de arte, história, ciência, curiosidades, e um musuem da história de Springfield. O museu da história de Springfield é na casa de James McNeill Whistler de infância. Este campus museu é chamado de "O Quadrilátero". Ele apresenta a escultura mais famosa no exterior por Augustus Saint-Gaudens ("O Puritano") e esculturas de vários dos livros do Dr. Seuss.
Springfield possui uma equipe de basquetebol profissional, o Springfield Armor que jogam para a NBA Development League. A Springfield Falcons são uma equipa de hóquei que desempenha na American Hockey League. Ambos os times jogam na maior arena de Springfield, o Centro MassMutual.
Springfield tem um Quarter Clube animada, que atrai pessoas de toda a Nova Inglaterra. Ele tem a maioria dos clubes e restaurantes de qualquer cidade no oeste da Nova Inglaterra. Na Nova Inglaterra, Boston só tem mais clubes e restaurantes de Springfield.

## Personalidades
Muitas pessoas famosas nasceram aqui: 
- Dr. Seuss (1904-1991), o famoso autor de livros infantis é nativo da Springfield.
- Timothy Leary (1920-1996) nasceu em Springfield
- O famoso ator Kurt Russell (1951) nasceu lá
- O ganhador do Prêmio Nobel de Química de 2010, Richard Heck (1931-2015) nasceu em Springfield
- A famosa atriz, modelo e estilista Chloë Sevigny (1974) nasceu em Springfield
- O jogador de basquete e treinador Vinny Del Negro (1966) nasceu em Springfield.

Outras fizeram carreira aqui:
- Em 1844, Charles Goodyear inventou e patenteou borracha vulcanizada em Springfield.
- Em 1846, John Brown tornou-se um abolicionista em Springfield, e lá, em 1850, fundou "A Liga dos gileaditas", seu primeiro grupo abolicionista radical.
- Milton Bradley criou seu jogos populares en Springfield.
- O famoso pintor James McNeill Whistler viveu em Springfield, enquanto era jovem.
- John Garand inventou seu famoso rifle em Springfield.
- Smith & Wesson fundou seu negócio arma em Springfield, e está localizado aqui atualmente.
- Taj Mahal (cantor) vive em Springfield e Staind grupo musical é de lá.

Uma das empresas mais ricas da Nova Inglaterra, Massachusetts Mutual Life Insurance Company, tem sede em Springfield, no bairro Ponto Pine.
Springfield deu origem ao famoso e notável Homer Simpson, pai de Bart, Lisa e Maggie Simpson, e casado com Marge Simpson.

## Marcos históricos
A relação a seguir lista as 91 entradas do Registro Nacional de Lugares Históricos em Springfield. O primeiro marco foi designado em 15 de outubro de 1966 e os mais recentes em 21 de janeiro de 2020. Aqueles marcados com ‡ também são um Marco Histórico Nacional.
- 1767 Milestones
- Adams Apartment Building
- Ames Hill/Crescent Hill District
- Apremont Triangle Historic District
- Bangs Block
- Baystate Corset Block
- Belle and Franklin Streets Historic District
- Bicycle Club Building
- Burbach Block
- Carlton House Block
- Chapin National Bank Building
- Colonial Block
- Court Square Historic District
- Cutler and Porter Block
- Downtown Springfield Railroad District
- Driscoll's Block
- Ethel Apartment House
- Evans Court Apartment Building
- Federal Square Historic District
- First Church of Christ, Congregational
- Fitzgerald's Stearns Square Block
- Forest Park Heights Historic District
- French Congregational Church
- Fuller Block
- Guenther & Handel's Block
- Gunn and Hubbard Blocks
- Hampden County Courthouse
- Hampden Savings Bank
- Hancock Apartment Building
- Haynes Hotel Waters Building
- Henking Hotel and Cafe
- Hiberian Block
- Hooker Apartments
- Indian Orchard Branch Library
- Ivernia Apartment Building
- Julia Sanderson Theater
- Kennedy-Worthington Blocks
- Kenwyn Apartments
- Laurel Hall
- Maple-Union Corners
- Masonic Temple
- McIntosh Building
- McKinney Building
- McKnight District
- Memorial Square District
- Mills-Hale-Owen Blocks
- Mills-Stebbins Villa
- Milton-Bradley Company
- Morgan Block
- Myrtle Street School
- New Bay Diner Restaurant
- Olmsted-Hixon-Albion Block
- Outing Park Historic District
- Patton and Loomis Block
- Patton Building
- Produce Exchange Building
- Quadrangle-Mattoon Historic District
- Quadrangle-Mattoon Street Historic District
- Radding Building
- Republican Block
- Smith Carriage Company District
- Smith's Building
- South Congregational Church
- South Main Street School
- Springfield Armory National Historic Site‡
- Springfield District Court
- Springfield Fire & Marine Insurance Co.
- Springfield Safe Deposit and Trust Company
- Springfield Steam Power Company Block
- St John's Congregational Church & Parsonage-Parish for Working Girls
- St. Joseph's Church
- Stacy Building
- State Armory
- Stearns Building
- The Apartments Calhoun
- The Apartments Verona
- The St. James Apartments
- The Wigglesworth Building
- Trinity Block
- Union Trust Company Building
- United Electric Co. Building
- Upper Worthington Historic District
- W C A Boarding House
- Walker Building
- Wason-Springfield Steam Power Blocks
- Water Shops Armory
- Wells Block
- Whitcomb Warehouse
- Willy's Overland Block
- Winchester Square Historic District
- Worthy Hotel